# Спасс-Леоновщина
Спасс-Лео́новщина — село в муниципальном округе Егорьевск Московской области России . Входит в культурно-историческую местность Леоновщина.

## История
Упоминается с 1577 года в составе Крутинской волости Коломенского уезда. Село являлось центром исторической местности Леоновщина. В начале XX века в селе проживало 6 семей священников, стояло две церкви, школа, народная библиотека, волостное правление, кузница, две пожарные трубы. Дважды в год — 6 августа (Преображение Господне) и 8 ноября (Михайлов день) проводились ярмарки. 
В 1926 году в Спасс-Леоновщине было 3 семьи священнослужителей и 4 семьи учителей. В неполной средней школе после войны директором был Борис Георгиевич Заржецкий — активный организатор художественной самодеятельности, превосходный балалаечник.
Входит в Саввинское сельское поселение.

## Демография
Население — 22 чел. (2010).
| 1859 | 1868 | 1885 | 1905 | 1926 | 2002 | 2006 |
| ---- | ---- | ---- | ---- | ---- | ---- | ---- |
| 27   | ↗43  | →43  | ↘40  | ↘31  | ↘20  | ↗26  |
| 2010 |      |      |      |      |      |      |
| ↘22  |      |      |      |      |      |      |

## Русская православная церковь
Первая церковь построена в 1706 году стольником Иваном Ивановичем Леонтьевым (деревянная во имя Преображения). В 1792 её перестроили опять из дерева. В 1807 г. рядом построили вторую, уже каменную церковь во Имя Троицы. В середине XIX в. Троицкую церковь разобрали и перестроили вновь в 1869 г. В церкви было три предела: Троицкий (средний), Успенский (правый) и Архангела Михаила и Свт. Николая (левый).
Ярчайшим представителем духовенства был Михаил Иванович Чельцов (Чальцов). Он прослужил 50 лет (с 1848), награждён многими церковными и светскими наградами, много сделал для образования. Его сын — Иван Михайлович — был известным профессором-химиком, создателем бездымного пороха (работал в Санкт-Петербурге и Кронштадте), которого очень ценил Менделеев. И. М. Чельцов похоронен при церкви в Спасс-Леоновщине в 1904 г.
В деревянной церкви после революции была школа, а в каменной — завод «Василевский металлист» (в настоящее время — ЗАО «Нина»). В период существования завода церкви и окружающему её кладбищу был нанесен огромный урон. Могилы были уничтожены, при строительстве подсобных помещений захоронения, близко расположенные к храму вскрывались, останки выбрасывались. Здание Троицкой церкви лишилось внутренней отделки, были сломаны верхние ярусы колокольни, пробиты отверстия в стене.
В августе 2007 г. встал вопрос о возвращении храма РПЦ. В декабре 2007 г. настоятелем храма (с новым храмонаименованием в честь Преображения) был назначен игумен Митрофан (Ефремов), также являющийся священником в Троицкой церкви в с. Низкое Егорьевского района.

## Персоналии
- Чельцов, Михаил Иванович — священник, педагог
- Чельцов, Иван Михайлович — химик, создатель бездымного пороха
- Михаил Благиевский — святой